# 김병찬 (역도 선수)
김병찬(金棅儧, 1970년 12월 27일 ~ 2015년 6월 25일)은 대한민국의 전직 역도 선수로 미들급과 미들헤비급에서 대한민국 국가 대표 선수로 활약했다.

## 생애
강원도 춘천시에서 태어나 어머니인 김재순(1940~2013.06) 밑에서 자랐다. 남춘천중학교 2학년 때 체육교사의 권유로 역도를 시작하여 홍천고등학교에서 선수로 활약, 1988년 하계 올림픽에 대한민국 국가대표 선수로 선발되었다. 이후 한국체육대학교에 진학하였고, 1990년 아시안 게임에서 이형근을 제치고 금메달을 획득했다.
이후 1991년과 1992년 아시아 역도 선수권 대회에 연이어 출전하여 각 3관왕을 차지했고, 1991년 세계 역도 선수권 대회에서는 용상에서 은메달, 합계 동메달을 획득했다.
그러나 1996년 소형 오토바이를 타고 가던 중 불의의 사고로 머리를 다치고 하반신이 마비되면서 선수 생활을 은퇴했고, 이후 일정한 직업이 없이 홀어머니와 단 둘이 생활하면서 대한체육회에서 매월 지급하는 메달리스트 연금 52만 5천원으로 생계를 유지했다.
2013년에는 자신을 돌보던 어머니가 세상을 떠난 후 국민기초생활 보장법에 의한 수급자로 선정되었음에도 불구하고 자신이 받는 메달리스트 연금이 보건복지부의 최저생계비 지급 기준인 49만 9천원보다 3만원 정도 많다는 이유로 메달리스트 연금 외에 월 10만원 정도의 의료급여 및 주거급여만을 추가로 수급받으며 극심한 생활고에 시달리다가 2015년 6월 26일, 강원도 춘천시 후평동 자신의 집에서 숨진 채 이웃 주민에 의해 발견되었으며 사인은 위장출혈로 알려졌다. 춘천안식원에 안장되었다.

## 국가대표 활약
그는 1991년 세계 역도 선수권 대회 미들헤비급 부문에서 동메달을 획득했다. 그는 1988년 하계 올림픽과 1992년 하계 올림픽때 미들헤비급 부문에 참가했다. 그는 1990년 아시안 게임 미들헤비급에서 금메달을 획득했다.